# Animated Portable Network Graphics

Przykładowy plik APNG ze skaczącą piłką

Animated Portable Network Graphics (APNG) – rozszerzenie formatu Portable Network Graphics (PNG), które pozwala tworzyć animowane pliki PNG działające podobnie jak animowane pliki GIF, zachowujące zgodność z klasycznymi PNG – pierwsza klatka APNG jest zwykłym plikiem PNG.
Format ten został zaproponowany przez Stuarta Parmentera i Vladimira Vukicevica z Mozilla Corporation. Specyfikacja APNG powstała w 2004, została uzupełniona dwa lata później. Obsługa APNG w przeglądarce Mozilla Firefox 3 pojawiła się 23 marca 2007, a 14 września 2007 została dodana do Opery 9.5 post-alpha. Została również dodana do pakietu programów SeaMonkey. 
20 kwietnia 2007 grupa PNG odrzuciła oficjalnie APNG jako rozszerzenie PNG.